# 兴顺西镇
兴顺西镇，是中华人民共和国内蒙古自治区包头市固阳县下辖的一个乡镇级行政单位。

## 行政区划
兴顺西镇下辖以下地区：
圪团忽洞村、蛮达壕村、哈达合少村、佘太和村、南公中村、河楞村、五分子村、李四壕村、兴顺西村、红庆德村、羊场卜子村、史家营村和公合当村。